# Jens Weidmann

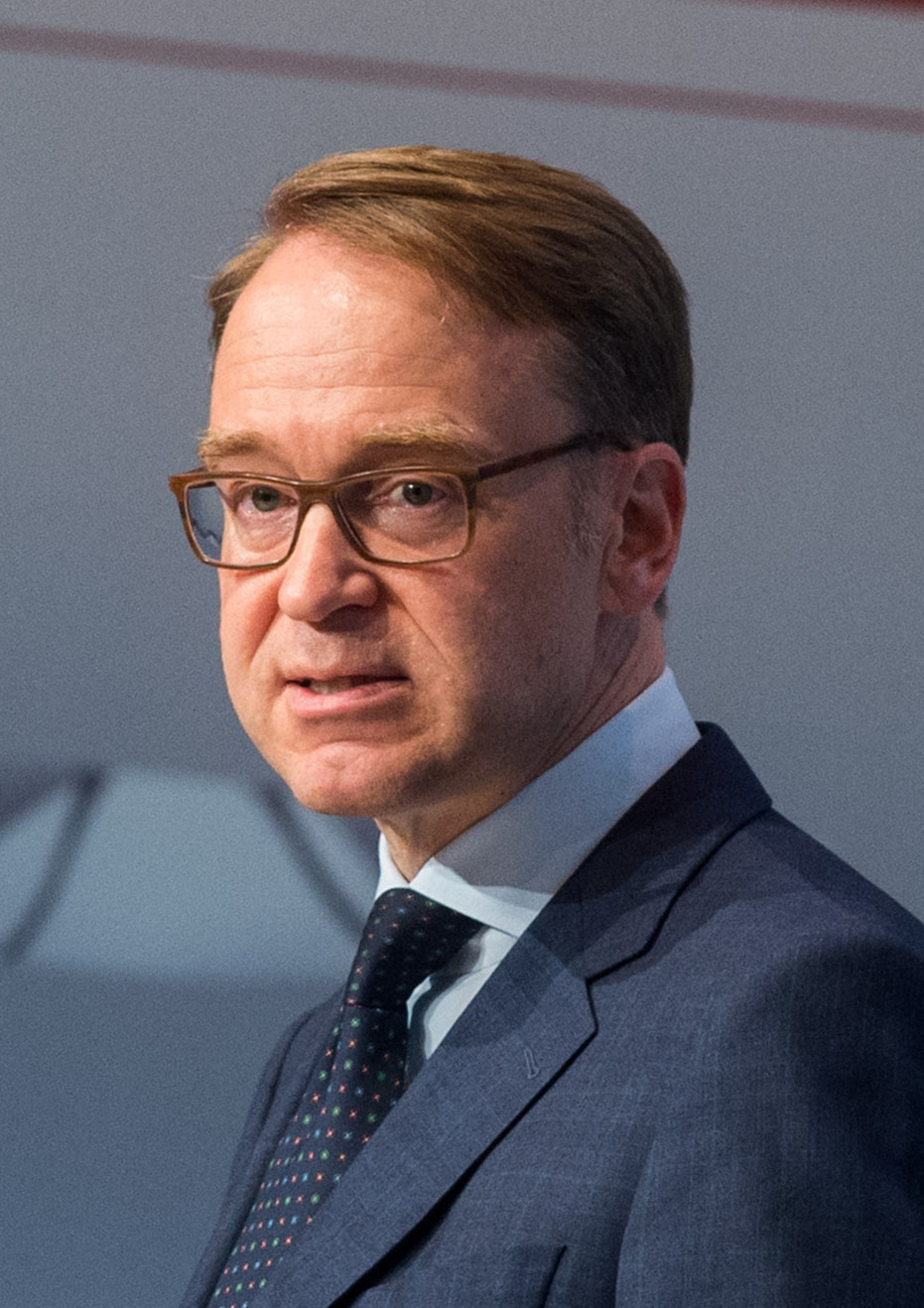
Jens Weidmann in 2017

Jens Weidmann (Solingen, 20 april 1968) is een Duitse econoom en centraal bankier.
Sinds februari 2006 was hij het hoofd van afdeling IV (Economisch en Financieel Beleid) in de federale kanselarij. Hij was de belangrijkste onderhandelaar van de Bondsrepubliek Duitsland bij zowel toppen van de G8 en de G20.
In februari 2011 werd Weidmann aangewezen om de onverwachts afgetreden Axel Weber per 1 mei 2011 op te volgen als president van de Deutsche Bundesbank. Op 20 oktober 2021 werd bekendgemaakt dat Weidmann per 1 januari 2022 zou terugtreden als president van de Bundesbank, om persoonlijke redenen.

## Jeugd en opleiding
Weidmann werd in 1968 geboren in Solingen. In 1987 behaalde hij zijn gymnasiumdiploma in het centraal in de deelstaat Baden-Württemberg gelegen stadje Backnang. Hij studeerde daarna economie aan de Université Paul Cézanne Aix-Marseille III, de universiteit van Parijs en de universiteit van Bonn. In 1993 behaalde hij zijn Diplom-Volkswirt (equivalent met een master in de economie). In het academisch jaar 1993-94 begon hij onder supervisie van de aan de universiteit van Mannheim verbonden professor Roland Vaubel aan zijn proefschrift, maar later ging hij toch weer naar Bonn. In 1997 behaalde hij zijn doctoraat onder auspiciën van de monetaire theoreticus Manfred J.M. Neumann. Tijdens zijn studies volgde Weidmann stages bij de Banque de France en de Nationale Bank van Rwanda. Als gevolg van de daaruit voortvloeiende kennis van de Franse financiële sector werd zijn latere carrière in de Duitse financiële politiek aanvankelijk verwelkomd in Frankrijk. Men zag zijn snelle promoties als een ondersteuning van de Frans-Duitse as. Zijn opleiding werd gekenmerkt als zijnde gespecialiseerd in de monetaristische economie.

## Loopbaan
Van 1997-1999 werkte Weidmann bij het Internationaal Monetair Fonds. Tot 2004 werkte hij vervolgens als secretaris van de "Duitse Raad van Economische Experts". Van daaruit verhuisde hij naar de Bundesbank, waar hij tot 2006 hoofd was van de afdeling monetaire analyse en beleid. Sinds 2006 was hij verantwoordelijk voor het voorbereiden van de inhoud en de strategie van de G20, die werd opgericht om de gevolgen van de financiële crisis het hoofd te bieden. Kanselier Angela Merkel bevorderde hem in december 2009 tot de invloedrijke rol van sherpa van de G8-toppen. Merkel beschouwde de G8 toppen op het gebied van de wereldwijde financiële systeem, alsmede de meeste andere onderwerpen die behoefte hebben aan een bredere context dan de G8, als een pre-top voor de G20-toppen (vergelijk haar "Heiligendamm-initiatief" in 2008 voor de G8+5).

### President van de Bundesbank
In februari 2011 werd Weidmann als opvolger van de onverwacht afgetreden Axel Weber aangewezen als nieuwe president van de Deutsche Bundesbank. Tegen de achtergrond van de aanhoudende Europese staatsschuldencrisis merkte een Britse commentator, David Marsh, in september 2011 op dat Weidmann een "koele analytische" koers voerde ten opzichte van bondskanselier Merkel. Marsh schreef dat Weidmann van mening zou zijn dat de Europese Monetaire Unie (EMU) "een van de twee richtingen uit kan gaan: ofwel het pad van een fiscale unie waarin de lidstaten hun economische en financiële systemen tot een veel robuuster raamwerk omvormen zodanig dat het hen kan beschermen tegen interne dislocatie. Weidmann lijkt dit pad onwaarschijnlijk. Of de EMU blijft een lossere groepering van landen die met de discipline van de financiële markten zal worden geconfronteerd als zij er niet in slagen een pad van economische convergentie te volgen." namelijk uittreding uit de EMU en faillissement, dit zou in het bijzonder voor Griekenland gelden. Marsh merkte ook op dat Merkel zich volledig inzet voor het eerste pad en dus in conflict kan komen met haar voormalige economisch adviseur Weidmann.

### Kwantitatieve versoepeling 2015
Op 22 januari 2015 was hij een van de vijf leden van het ECB-bestuur die niet instemden met het stimuleringspakket van de Europese Centrale Bank om vanaf de lente van 2015 tot de herfst van 2016 voor zo'n 1000 miljard euro aan voornamelijk staatsobligaties op te kopen.

## Voetnoten
1. ↑  (de)  "Jens Weidmann wird Bundesbank-Präsident", 16 February 2011.
2. ↑  (en)  McGroarty, Patrick, "Germany's Merkel: Weidmann Will Take Up Post May 1", 16 February 2011.
3. ↑  Deutsche Bundesbank, Statement von Bundesbankpräsident Dr. Jens Weidmann (20 oktober 2020). Gearchiveerd op 21 oktober 2021. Geraadpleegd op 21 oktober 2021.
4. ↑  'Ex-Professor von Jens Weidmann: "Der Aufgabe nicht gewachsen"', Stuttgarter Zeitung, 16 februari 2011. Gearchiveerd op 21 oktober 2021.
5. ↑  Traynor, I., 'Jens Weidmann - the man with the key to Mario Draghi's handcuffs', Guardian, 1 augustus 2012
6. ↑  Spiegel Online: "Merkel beruft neuen Super-Sherpa"
7. ↑  "Jens Weidmann wird Bundesbank-Präsident", 16 februari 2011.
8. ↑  Marsh, David, "Bundesbank renationalization under way: Commentary: Weidmann declares return to normality", MarketWatch, 9 mei 2011. Gearchiveerd op 22 oktober 2021.
9. ↑  Marsh, David, "In euro crisis, Merkel is replaying 1931", MarketWatch , 26 september 2011, 00:01 EDT.

- Gemeinsame Normdatei: 171240235
- International Standard Name Identifier: 0000 0004 4711 4179
- Library of Congress Control Number: no96011545
- Mathematics Genealogy Project: 217877
- Nationale Bibliotheek van Israël: 987007459907605171
- Virtual International Authority File: 59710417
- WorldCat: E39PBJbCTV3CqYmcVY8bd6qYT3